# FC Twente Tournament 2012
Het FC Twente Tournament 2012 was de eerste editie van het FC Twente Tournament, een vriendschappelijk vrouwenvoetbaltoernooi in de Nederlandse stad Enschede. Het toernooi telde naast het elftal van organisator FC Twente met Ajax, Paris Saint-Germain en VfL Wolfsburg nog drie teams. De wedstrijden werden op 17 en 19 augustus gespeeld in De Grolsch Veste. VfL Wolfsburg schreef het toernooi op zijn naam door het enige doelpunt van het toernooi te scoren.

## Deelnemers
- FC Twente
- Ajax
- Paris Saint-Germain
- VfL Wolfsburg

## Wedstrijden
|                        |                     |       |      |                            |
| 17 augustus 2012 17:00 | Paris Saint-Germain | 0 - 0 | Ajax | De Grolsch Veste, Enschede |
| 17 augustus 2012 17:00 |                     |       |      | De Grolsch Veste, Enschede |

|                        |           |                   |               |                            |
| 17 augustus 2012 20:00 | FC Twente | 0 - 1             | VfL Wolfsburg | De Grolsch Veste, Enschede |
| 17 augustus 2012 20:00 |           | 45' (pen.) Keßler |               | De Grolsch Veste, Enschede |

|                        |               |       |                     |                            |
| 19 augustus 2012 12:00 | VfL Wolfsburg | 0 - 0 | Paris Saint-Germain | De Grolsch Veste, Enschede |
| 19 augustus 2012 12:00 |               |       |                     | De Grolsch Veste, Enschede |

|                        |           |       |      |                            |
| 19 augustus 2012 14:30 | FC Twente | 0 - 0 | Ajax | De Grolsch Veste, Enschede |
| 19 augustus 2012 14:30 |           |       |      | De Grolsch Veste, Enschede |